# ماهاگاما اگوداگاما
ماهاگاما اگوداگاما (به لاتین: Mahagama Egodagama) یک منطقهٔ مسکونی در سری‌لانکا است که در استان مرکزی (سری‌لانکا) واقع شده‌است.